# Милано, Кармен
Кармен Джозеф Милано (англ. Carmen Joseph Milano; 27 июля 1929, Кливленд, Огайо, США — 3 января 2006, Спринг-Вэлли, округ Кларк, Невада, США) — италоамериканский юрист, ставший членом мафии, был младшим боссом семьи Лос-Анджелеса с 1984 года и до своей смерти в 2006 году. Сын Энтони Милано (младший босс семьи Кливленда) и племянник Фрэнка Милано (босс семьи Кливленда), младший брат Питера Милано (босс семьи Лос-Анджелеса). Известен под псевдонимом «Флиппер» (Flipper) в честь дельфина, персонажа одноимённого телесериала 1964 года.

## Ранние годы
Кармен Милано родился в Кливленде (штат Огайо) в 1929 году в семье Энтони и Джозефины Милано (урождённая ДиСанто), эмигрировавших в США из итальянской Калабрии. У него было три брата, Питер, Джон и Франк. Его отцом был мафиози Энтони Милано, который был младшим боссом кливлендской мафии с 1930 года и до ухода на покой в 1976 году. Его дядя Фрэнк Милано с 1930 года был боссом семьи Кливленда и с 1931 года входил в первоначальный состав мафиозной Комиссии, пока в 1935 году не был вынужден бежать в Мексику чтобы в избежать судебного преследования за уклонение от уплаты налогов. В начале 1940-х годов Джозефина Милано, у которой обнаружили рак, вместе с детьми переехала в Беверли-Хиллз (штат Калифорния). Милано-старший, у которого были деловые интересы как в Огайо, так и в Калифорнии, делил время между двумя штатами. Старший брат Питер, окончив школу, решил остаться в Лос-Анджелесе и работать с еврейским гангстером Микки Коэном, который был другом его родителей.
Кармен решил стать юристом и окончив школу был принят в юридическую школу Университета Лойола Мэримаунт в Лос-Анджелесе. Во время учёбы он был членом студенческого братства Phi Delta Phi. Будучи студентом он обручился с Джеральдиной Гислер, дочерью известного адвоката по уголовным делам Джерри Гислера. 5 января 1955 года Кармен Милано был принят в Коллегию адвокатов штата Калифорния. После этого он вернулся в Кливленд, чтобы продолжить карьеру адвоката. Грабитель и соучастник мафии Фил Кристофер описывал вечеринки, которые Кармен Милано устраивал в Клубе итальянско-американского братства в Маленькой Италии Кливленда в конце 1970-х годов. Клуб принадлежал Энтони Милано и его посещали мафиози, бизнесмены и политики. В течение 1970-х годов Кармен Милано получал гонорары за юридические услуги от отделений Международного братства водителей в Балтиморе и Огайо, которые якобы контролировались его отцом. В конце концов Кармена Милано лишили права заниматься юридической практикой из-за инцидента, связанного с мошенническими требованиями выплаты компенсаций работникам.

## Семья Лос-Анджелеса
В 1984 году Кармен Милано решил вернуться в Калифорнию. Первоначально он проживал дома у капо семьи Луиджи «Луи» Гельфузо, позже переехал в собственную резиденцию в лос-анджелесском районе Тарзана. В том же 1984 году Питер Милано стал боссом семьи Лос-Анджелеса, а вскоре после этого Кармен стал «посвящённым» мафии и младшим боссом (заместителем) своего брата. Основная роль Кармен заключалась в том, чтобы изолировать Питера от мафиозо более низкого ранга, тем самым оберегая его от правоохранительных органов. У Кармен Милано также были связи с мафией в Кливленде и на Восточном побережье, в том числе с нью-йоркскими боссами «Тони Даксом» Коралло из семьи Луккезе и «Толстым Тони» Салерно из семьи Дженовезе. Кенни Галло, гангстер, ставший со временем информатором, описывал его как более крутого по сравнению с братом. Энтони Фиато, другой гангстер из Лос-Анджелеса, тоже со временем ставший правительственным свидетелем, так описывал Милано после их первой встречи:

Я подумал, что он чёртов бродяга. Рубашка расстёгнута, большой живот, потёртые ботинки. Он сказал мне называть его Флиппер, как дельфина. Моё первое впечатление об этом парне было то, что он закоренелый бродяга, в большей степени, чем какой-нибудь высокопоставленный член мафии. Он был скорее альбатросом, чем дельфином. Но он был крепче, чем выглядел. У него была репутация, и он не боялся ей испортить.
Оригинальный текст (англ.)I thought he was a fucking hobo. His shirt's open, he has a big potbelly, scuffed shoes. He tells me to call him Flipper, like the dolphin. My first impression of this guy was that he was a down-at-the-heels hobo, more so than some high-level Mafia member. He was more of an albatross than a dolphin. But he was tougher than he looked. He had a reputation and wasn't afraid to mix it up.
— Энтони Фиато
Кармен Милано входил в число 20 деятелей организованной преступности, арестованных в 1984 году, по версии правоохранительных органов, за попытку обложить подпольных букмекеров в Лос-Анджелесе еженедельной данью в размере 1 миллиона долларов. Ни одному из братьев Милано (как и шести другим первоначально арестованным) не было предъявлено обвинение из-за отсутствия улик.
21 мая 1987 года группа членов семьи Лос-Анджелеса по итогам 2-летнего расследования ФБР была обвинена в нарушении закона RICO. 29 марта 1988 года Кармен Милано признал себя виновным в сговоре с целью вымогательства денег у жертв ростовщиков, у которых были невыплаченные долги. В обмен на признание вины он получил шесть месяцев тюремного заключения и 3 года испытательного срока, но так и не признался в том, что был частью мафии. В то время как его брат Пит находился в тюрьме, Кармен Милано управлял семьей в качестве исполняющего обязанности босса, пока его брат не был освобожден в 1991 году.

## Лас-Вегас
В начале 1990-х Кармен Милано переехал в Лас-Вегас (штат Невада), где контролировал интересы семьи Лос-Анджелеса в городе. В 1998 году Милано вошёл в число фигурантов серии обвинительных заключений, основанных на двухлетнем расследовании организованной преступности в Южной Неваде. Милано признался, что зимой 1996 года вместе с Гербертом Блицстейном разработал мошенническую схему с бриллиантами, которая так и не была реализована, и отмыл 50 000 долларов в результате мошенничества с продовольственными талонами. В 2000 году федеральный судья Филип Мартин Про приговорил его к 21 месяцу тюремного заключения. В ходе расследования Кармен Милано признался, что был младшим боссом семьи Лос-Анджелеса, а его брат был боссом, тем самым нарушив кодекс «чести» мафии. Он подумывал стать государственным свидетелем, но передумал. Несмотря на это, Питер Милано не стал наказывать брата за предательство, более того, после освобождения из тюрьмы в 2002 году Кармен продолжал оставаться его заместителем.
В ходе расследования бывший агент ФБР Боб Хаммер сказал:

Если бы вы снимали фильм, вы бы почти выбрали Джорджа Костанзу на роль младшего босса. Я не пытаюсь преуменьшить влияние семьи, но он был джентльменом-заместителем. Вероятно, он был одним из последних парней, которых можно было выбрать из состава и назвать младшим боссом.
Оригинальный текст (англ.)If you were making a movie, you would almost cast George Costanza as the underboss. I'm not trying to minimize the impact of the family, but he was the gentleman underboss. He was probably one of the last guys you'd pick out of a lineup and identify as the underboss.
— Боб Хаммер
Хаммер также был впечатлен его манерами и интеллектом:

Он был чрезвычайно представительным. Я считаю, что Кармен несколько опередил свое время. Он вырос в обществе, где дети мафии стали бандитами, и он стал юристом, хотя и был лишен адвокатского статуса.
Оригинальный текст (англ.)He was extremely personable. I believe Carmen was somewhat ahead of his time. He grew up in a society where the mob kids became mob guys, and he became a lawyer even though he was disbarred.
— Боб Хаммер
Кармен Милано умер 3 января 2006 года в больнице города Спринг-Вэлли (Невада) от остановки сердца и почечной недостаточности.